# Укус змії
Укус змії, зміїний укус — специфічна травма, зумовлена укусом змії. Зазвичай йдеться про укус отруйної змії, що спричиняє важку інтоксикацію з важкими або летальними наслідками для людини та інших живих організмів. Більшість укусів змій викликані не отруйними зміями. З приблизно 3000 видів змій у світі, лише 15 % вважаються небезпечними для людини. З точки зору природи походження цього явища фахівці виділяють дві основні причини. Укус змії є наслідком полювання або засобом самозахисту змії від потенційного або реального ворога.

## Особливості та симптоматика
Найпоширенішим і очевидним візуальним симптомом укусу змії є наявність двох колотих ран від ікл плазуна — кусана рана. Симптоматика проявів наслідку укусу різними отруйними плазунами може дуже різнитися залежно від видової приналежності змії. Найпоширенішими симптомами укусів змії є панічний страх постраждалого, що сприяє появі інших симптомів таких, як нудота і блювота, діарея, запаморочення, непритомність, тахікардія і холодний липкий піт тощо. Укус отруйної змії може мати серйозні наслідки, залежно від розміру жертви, особливостей прикусу змії, кількості введеної отрути, швидкості поглинання отрути організмом потерпілого і кількості часу між моментом укусу та застосування специфічної інтенсивної терапії.

## Поширеність травми

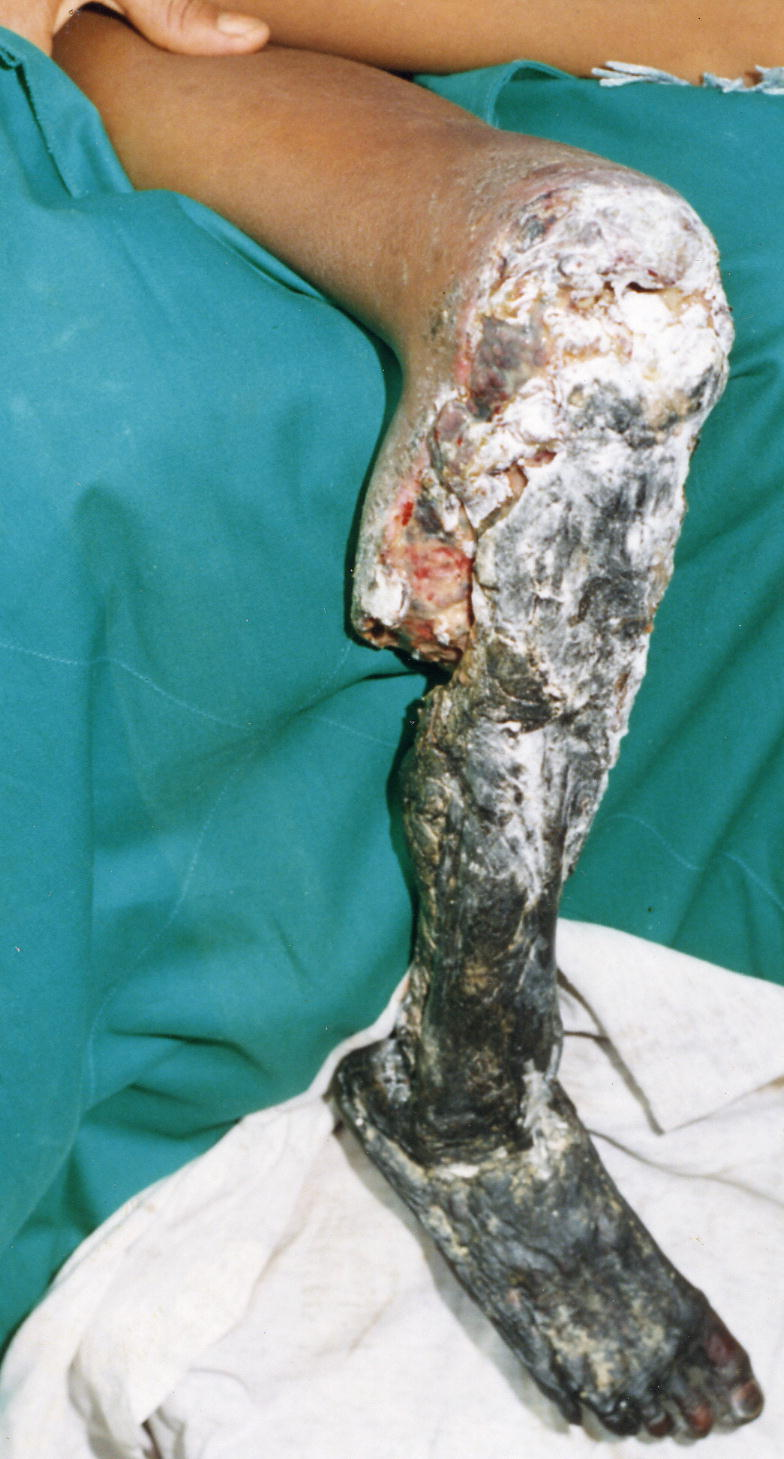
Важкий некроз на гомілці одинадцятирічного хлопчика від укусу отруйної змії. Зображення було зроблено через два тижні після укусу.

З огляду на те, що постраждалі від укусів змій далеко не завжди повідомляють про факт укусу, у багатьох країнах світу відсутня достовірна статистика цього явища. За оцінками фахівців, щороку у світі від укусів змій страждає близько 2,5 мільйонів людей, з яких близько 125 тисяч помирають[джерело?]. Ті ж дослідження показують, що більшість нещасних випадків з отруйними зміями у північній півкулі трапляються в теплу пору року, особливо в період з квітня по вересень, коли змії дуже активні й багато людей перебувають на відкритому повітрі. Найбільше при цьому страждають мешканці тропічних районів та регіонів з розвинутою рослинницькою галуззю сільського господарства. Більшість жертв — чоловіки у віці від 17 до 27 років. У багатьох регіонах світу, наприклад, в Африці, надзвичайно гостро стоїть проблема нестачі сироватки для лікування такого роду травм.
За даними ВООЗ, у всьому світі змії кусають до п'яти мільйонів людей щороку. З них отруйні змії спричиняють значну захворюваність та смертність. Недостатній доступ до медичної допомоги та дефіцит профілактичних мір збільшують ступінь тяжкості травм та їх наслідків.
Більшість укусів змій трапляються в Африці та Південно-Східній Азії. Укуси змії найчастіше зустрічаються серед людей, які живуть у сільській місцевості, малозабезпечених ресурсами, які існують на низьких цінах, немеханічному землеробстві та інших польових професіях. Сільськогосподарські працівники, жінки та діти — це групи, які найчастіше покусані зміями. До тягаря цих травм додається їх соціально-економічний вплив на сім'ї та громади. Жертви дорослого віку часто отримують заробітну плату або доглядають сімейні групи, через що можуть втратити працездатність.

## Способи запобігання зміїних укусів
У випадку перебування в районах поширення отруйних змій задля запобігання укусів рекомендується:
- використовувати щільне, міцне взуття з високими халявами.
- оминати кущі й густі чагарники.
- захищати місця зберігання харчів подалі від гризунів; зберігати їжу в контейнерах, захищених від гризунів.
- використовувати довгі палиці або інші придатні для того предмети, щоб «промацувати» ними місця потенційного перебування змій.
- при пересуванні небезпечними місцями створювати шум, гуркіт задля відлякування змій;
- уникати ситуацій, за яких змія опиняється «загнаною в кут» — це провокує її до агресії і нападу;
- у випадку раптової зустрічі з небезпечним плазуном, що виявляє ознаки агресії потрібно спокійно, повільно і без зайвих різких рухів відійти і дати можливість змії відповзти на безпечну відстань;
- пам'ятати, що навіть відрубана і відокремлена від тіла голова змії спроможна впродовж певного часу рефлекторно кусати[10].
- піднімати ліжка над рівнем підлоги та надійно підтягувати москітні сітки під спальні килимки в будинку[11].

## Цікаві факти
Існують доведені та задокументовані факти, що окремі тварини і навіть люди набували імунітету від укусів змій.